# László Budai
László Budai, född 19 juli 1928 i Budapest, död 2 juli 1983 i Budapest, var en ungersk fotbollsspelare.
Budai blev olympisk guldmedaljör i fotboll vid sommarspelen 1952 i Helsingfors.